# Morula

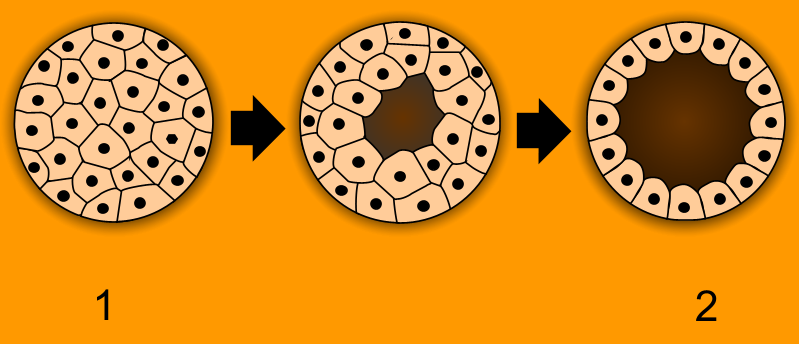
Blastulation : passage de la morula (1) au blastocyste (2).

Morula (nom dérivé du fruit « mûre » par analogie d'apparence) est le nom donné à l'embryon à un stade très précoce de développement (embryogenèse).
Un embryon, ou blastomère,  est appelé morula lorsqu'il dénombre au moins 16-32 cellules, et ne comporte pas de cavité. Sa taille reste stable car il est toujours dans l'enveloppe de l'ovocyte : la zone pellucide. La taille des cellules diminue.
Au stade morula, les cellules se différencient en deux groupes: le trophoblaste, qui est la couche périphérique externe de cellules, donnant par la suite entre autres le placenta, et l'embryoblaste, qui est l'ensemble interne de cellules, donnant par la suite le reste de l'embryon,. Chez l'être humain le stade de morula est atteint au bout du quatrième jour après la fécondation,.
À partir de 32-64 cellules, une cavité apparaît au centre de l'embryon, constituée de fluide: la cavité du blastocyte. Au 5-6e jour après la fécondation, l'embryon est une sphère creuse de cellules, et est alors appelé blastocyste.